# آنا كريستينا سيزار
آنا كريستينا سيزار (بالبرتغالية: Ana Cristina Cesar‏) هي مترجمة وكاتِبة وشاعرة برازيلية، ولدت في 2 يونيو 1952 في ريو دي جانيرو في البرازيل، وتوفي بنفس المكان في 29 أكتوبر 1983 بسبب سقوط.